# 泗水镇 (古浪县)
泗水镇，是中华人民共和国甘肃省武威市古浪县下辖的一个乡镇级行政单位。

## 行政区划
泗水镇下辖以下地区：
泗水村、周庄村、光丰村、光辉村、下四坝村、上四坝村、双塔村、铁门村和三坝村。